# Linda (Georgien)
Linda (estnisch Linda oder Ülem-Linda; abchasisch Линда Linda; georgisch ლინდა) ist ein Dorf in Abchasien in Georgien.
Das Dorf wurde im 19. Jahrhundert von Esten gegründet. 2002 lebten keine Einwohner mehr im Dorf.